# Corydalis linjiangensis
Corydalis linjiangensis är en vallmoväxtart som beskrevs av Z. Y. Su och M. Liden. Corydalis linjiangensis ingår i släktet nunneörter, och familjen vallmoväxter. Inga underarter finns listade i Catalogue of Life.